# Вдовицы церковные
Вдовицы церковные (греч. αἱ χῆραι τῆς ἐκκλησίας) — особый род церковнослужителей из вдов, существовавший в древней христианской церкви наряду с другим родом женского служения — диакониссами.
Происхождение данного рода церковнослужителей связывают со словами апостола Павла из его 1-го послания к Тимофею:

Вдовица должна быть избираема не менее, как шестидесятилетняя, бывшая женою одного мужа, известная по добрым делам, если она воспитала детей, принимала странников, умывала ноги святым, помогала бедствующим и была усердна ко всякому доброму делу. Молодых же вдовиц не принимай, ибо они, впадая в роскошь в противность Христу, желают вступать в брак.
— 1Тим. 5:9-11
Аналогичное правило закреплено в Апостольских постановлениях (конец IV века). Иоанн Златоуст в Беседе на 1-е послание к Коринфянам пишет, что именно для заботы о вдовицах апостолы в Иерусалиме ввели институт диаконов (Деян. 6:1-5). 
Относительно статуса, который занимали вдовицы в церковной иерархии существует указание Апостольских постановлений, что они должны подчиняться не только епископам, пресвитерам и диаконам, но и диакониссам. То есть вдовицам отведена низшая ступень иерархии. Также апостольские постановления однозначно говорят, что «вдовица не рукополагается» то есть при их посвящении не совершается рукоположение, а они просто выбирались епископами и содержались за счёт христианских общин. Феодор Вальсамон, толкуя 24-е правило Василия Великого, повторяющее указание апостола Петра о возрасте для вдовиц, пишет, что они носили мирские одежды.
Относительно служения, которое несли вдовицы, пишет Иоанн Златоуст: они постоянно находились в храмах, воспевая псалмы, занимались украшением церквей. Также к их деятельности относят посещении больных, утешение страждущих, делая акцент, что это касается в первую очередь христианок. В правилах поместного Карфагенского собора 419 года указывается, что к вдовам запрещается входить клирикам без разрешения епископа.
Последний раз о вдовицах упоминают правила Трулльского (Пято-шестого) собора (691—692 годы). С развитием института монашества церковные вдовицы, как и диакониссы, исчезают из церковной иерархии, функции их служения переходят к монашествующим женщинам.